# زیدر (سربیشه)
زیدر، روستایی است از توابع بخش مود شهرستان سربیشه استان خراسان جنوبی ایران.

## جمعیت
این روستا در دهستان نهارجان قرار داشته و بر اساس سرشماری سال ۱۳۸۵ جمعیت آن (۹۰ خانوار) ۳۷۳ نفر بوده‌است.